# Пичёвка (Пензенская область)
Пичёвка — село в Белинском районе Пензенской области России. Входит в состав Козловского сельсовета.

## География
Расположено в 1,5 км к северо-западу от села Козловка, на левом берегу реки Чембар.

## Население
| 1782  | 1864 | 1897  | 1911  | 1926  | 1930  | 1939  |
| ----- | ---- | ----- | ----- | ----- | ----- | ----- |
| 135   | ↗271 | ↗1467 | ↗1690 | ↗1810 | ↗2076 | ↘1245 |
| 1959  | 1979 | 1989  | 1996  | 2002  | 2010  |       |
| ↗1444 | ↘789 | ↘664  | ↘599  | ↘559  | ↘483  |       |

Село является местом компактного расселения мордвы, которая составляет 74 % населения села.

## История
Основано в конце 18 в. В 1884 г. построена церковь во имя Николая Чудотворца. В составе Карсаевской волости Чембарского уезда. После революции центр Пичёвского сельсовета Поимского района. Колхоз «Гигант».